# The Best of Syd Barrett: Wouldn’t You Miss Me?
2001. április 16-án jelent meg Syd Barrett The Best of Syd Barrett: Wouldn’t You Miss Me? című válogatásalbuma. A dalok Barrett két albumának (The Madcap Laughs, Barrett) és az Opel című válogatásalbumnak a legjobbjai; az album kifejezetten azoknak készült, akik nem akarnak elmélyedni Barrett munkásságában, hanem csak ízelítőt szeretnének kapni abból.
Az elkötelezett rajongóknak is van azonban csemege: a "Two of a Kind" című dalt Barrett John Peel rádióműsorában játszotta el. Néhány nappal ezután készült a "Bob Dylan Blues", melyet David Gilmour saját gyűjteményéből adott át az album készítőinek.
Az összeállítás kiváló lehetőséget nyújt azoknak, akik meg akarnak ismerkedni Barrett zenéjével.

## Az album dalai
Minden dalt Syd Barrett írt, kivéve, ahol jelölve van.
1. "Octopus"
2. "Late Night"
3. "Terrapin"
4. "Swan Lee (Silas Lang)"
5. "Wolfpack"
6. "Golden Hair" (Syd Barrett – James Joyce)
7. "Here I Go"
8. "Long Gone"
9. "No Good Trying"
10. "Opel"
11. "Baby Lemonade"
12. "Gigolo Aunt"
13. "Dominoes"
14. "Wouldn’t You Miss Me (Dark Globe)"
15. "Wined and Dined"
16. "Effervescing Elephant"
17. "Waving My Arms in the Air"
18. "I Never Lied to You"
19. "Love Song"
20. "Two of a Kind" (Valószínűleg Richard Wright írta)
21. "Bob Dylan Blues"
22. "Golden Hair (Instrumental)"

## Közreműködők
- Lásd a megfelelő album lapján.

### Produkció
- Syd Barrett – producer
- Gareth Cousins – keverés
- Peter Mew – másolás, újrakeverés
- Mark Paytress – esszé
- Phil Smee – design
- Nigel Reeve – koordinátor
- Tim Chacksfield – koordinátor
- David Gilmour – producer
- Peter Jenner – producer
- Malcolm Jones – producer
- Roger Waters – producer